# Lamborghini Urraco
O Lamborghini Urraco é um carro esportivo fabricado pela empresa italiana Lamborghini. Foi apresentado em 1970, mas começou a ser produzido em 1973. Seus exemplares pararam de serem feitos em 1979.